# Reinhold Behr
Reinhold Behr (Tauberbischofsheim, 1948. október 17. –) világbajnok, olimpiai ezüstérmes német párbajtőrvívó, Matthias Behr olimpiai és világbajnok tőrvívó bátyja, Dominik Behr Európa-bajnok, világbajnoki ezüstérmes tőrvívó nagybátyja.